# Jan Břečka
Jan Břečka, född 13 oktober 1975 i Pardubice, är en tjeckisk kanotist.
Han tog bland annat VM-guld i C-4 200 meter i samband med sprintvärldsmästerskapen i kanotsport 2006 i Szeged.